# Judo aux Jeux africains de 1965
Navigation
Édition suivante
Navigation
Édition précédente Édition suivante
La compétition de judo aux Jeux africains de 1965 est disputée du 20 au 22 juillet 1965 à Brazzaville. 5 épreuves individuelles sont au programme dont 2 sont remportées par le Sénégal. La compétition fait aussi office de 2e Championnats d'Afrique de judo,, comprenant aussi une compétition par équipes.

## Podiums
| Épreuves                       | Or                                                                      | Argent                               | Bronze                        |
| ------------------------------ | ----------------------------------------------------------------------- | ------------------------------------ | ----------------------------- |
| Moins de 63 kg poids légers    | Xavier Boissy Sénégal                                                   | Alexandre Makaya République du Congo | Vatosoa Ramarokoto Madagascar |
| Moins de 70 kg poids mi-moyens | Lamine Touré Mali                                                       | Zacharie Ndoumbe Cameroun            | Mehrez Belhaj Tunisie         |
| Moins de 80 kg poids moyens    | Samir Hassan Sénégal                                                    | Jean-Victor Akono Cameroun           | Jonas Cissé Sénégal           |
| Moins de 93 kg poids mi-lourds | Georges Sourial Égypte                                                  | Mohamed Hachicha Tunisie             | Sogossira Sanou Haute-Volta   |
| Plus de 95 kg poids lourds     | Moussa Dao Côte d'Ivoire                                                | Seydou Drabo Haute-Volta             | Ahmed Chabi Algérie           |
| Par équipes                    | Sénégal. Xavier Boissy Amara Dabo Seydou Touré Samir Hassan Jonas Cissé |                                      |                               |

## Tableau des médailles
| Rang  | Nation              | Or | Argent | Bronze | Total |
| ----- | ------------------- | -- | ------ | ------ | ----- |
| 1     | Sénégal             | 2  | 0      | 1      | 3     |
| 2     | Côte d'Ivoire       | 1  | 0      | 0      | 1     |
| 2     | Égypte              | 1  | 0      | 0      | 1     |
| 2     | Mali                | 1  | 0      | 0      | 1     |
| 5     | Cameroun            | 0  | 2      | 0      | 2     |
| 6     | Haute-Volta         | 0  | 1      | 1      | 2     |
| 6     | Tunisie             | 0  | 1      | 1      | 2     |
| 8     | République du Congo | 0  | 1      | 0      | 1     |
| 9     | Algérie             | 0  | 0      | 1      | 1     |
| 9     | Madagascar          | 0  | 0      | 1      | 1     |
| Total | Total               | 5  | 5      | 5      | 15    |

## Source
- (ar) « Les sixièmes Jeux africains, Zimbabwe 1995 », Al-Ahram Sports, No 298, du 12 septembre 1995, (numéro spécial, rétrospectives des Jeux précédents).
- (fr)*Couverture des Jeux par le journal La Presse de Tunisie.(19-25 juillet 1965)